# Movimento Islâmico do Afeganistão
Movimento Islâmico do Afeganistão (em persa: حرکت اسلامی افغانستان, Harakat-e Islami-yi Afghanistan) é um partido político do Afeganistão e uma antiga facção da Aliança do Norte. O movimento é registrado como um partido político no Ministério da Justiça. Desde sua fundação até 2005, foi liderado pelo aiatolá Muhammad Asif Muhsini. O movimento surgiu em 1978, como uma formação política de não-xiitas. Inicialmente,  foi inspirado pelas ideias revolucionárias islâmicas de Ali Shariati, mas ao longo do tempo essa influência diminuiu.
Em fevereiro de 2005, Muhsini renunciou como líder do movimento. Said Mohammad Ali Jawid, que atuou no primeiro gabinete de Hamid Karzai em 2001, tornou-se o novo líder.
Em abril de 2005, o movimento se juntou à Frente do Entendimento Nacional do Afeganistão, uma frente oposicionista com doze membros. No entanto, a frente logo ficaria inativa.
Durante a década de 1980, o movimento foi parte do 'Oito de Teerã', uma aliança de facções mujahedin xiitas apoiadas pelo Irã, que lutou contra o governo do Partido Democrático do Povo do Afeganistão e as tropas soviéticas. O grupo aderiu ao Hezb-e Wahdat, o que se destinava a ser uma frente política unida dos xiitas, mas logo se afastou. Durante o período do regime Talibã, juntou-se à Aliança do Norte.
Após a ocupação estadunidense no Afeganistão, o movimento foi dividido em dois. Um setor dissidente se separou e formou Movimento Islâmico do Povo do Afeganistão. Os dissidentes, liderados por Sayed Hussein Anwari, estavam baseados entre as forças milicianas do movimento e possuíam uma visão política mais secular.